# Slay-Z
Slay-Z — второй микстейп американской хип-хоп-исполнительницы Азилии Бэнкс. Он был записан без участия какого-либо лейбла, выпущен для бесплатной загрузки 24 марта 2016 года. 7 июля 2017 года альбом был переиздан собственным лейблом Бэнкс Chaos & Glory и стал доступен уже на всех цифровых платформах.
Название альбома — это дань уважения рэперу Jay-Z. Трек «Can’t Do It like Me», который был включён в микстейп, первоначально был написан для исполнения дуэтом с Рианной. Для записи альбома были приглашены такие артисты как Нина Скай, а также рэпер Рик Росс, чей куплет в песне «Big Talk» должен был быть в песне «Ice Princess».

## Список композиций
| №  | Название                            | Автор(ы)                               | {{{extra_column}}}         | Длительность |
| -- | ----------------------------------- | -------------------------------------- | -------------------------- | ------------ |
| 1. | «Riot» (при участии Nina Sky)       | Azealia Banks Nina Sky Leah Hayes Slim | Fame School (Slim & Telli) | 3:38         |
| 2. | «Skylar Diggins»                    | Banks Slim Telli                       | Fame School                | 3:17         |
| 3. | «Big Talk» (при участии Рика Росса) | Banks Рик Росс Vyle DJ Yamez           | Vyle DJ Yamez              | 2:44         |
| 4. | «Can't Do It like Me»               | Banks Jonathan Harris Benga Coki       | Benga Coki                 | 2:44         |
| 5. | «The Big Big Beat»                  | Banks Harris Jack Fuller An Expresso   | An Expresso                | 3:36         |
| 6. | «Used to Being Alone»               | Banks Fuller Tony Igy                  | Tony Igy                   | 2:39         |
| 7. | «Queen of Clubs»                    | Banks Jamie Iovine Slim                | Jamie Iovine Slim          | 4:29         |
| 8. | «Along the Coast»                   | Banks Fuller Kaytranada                | Kaytranada                 | 3:12         |

| №  | Название | Автор(ы)     | {{{extra_column}}} | Длительность |
| -- | -------- | ------------ | ------------------ | ------------ |
| 9. | «Crown»  | Banks Lunice | Lunice             | 3:44         |

### Сэмплы
- «Can’t Do It Like Me» содержит сэмпл из трека «Night» Benga и Coki.
- «Used to Being Alone» содержит сэмпл из трека «Astronomia» Tony Igy.